# Cyborg 009
Cyborg 009 (яп. サイボーグ 009 сайбо:гу дзэро-дзэро-найн, «Киборг 009») — научно-фантастическая манга Сётаро Исиномори, публиковавшаяся в различных японских журналах, включая издания для юношей Shonen King, Shonen Magazine, Shonen Big Comic, COM, Shonen Sunday, Shonen Jump, Gekkan Shonen Jump, Comic Nora и журнал для девушек Shojo Comic. Мангу множество раз экранизировали в формате аниме-сериалов (включая классический сериал 1968 года) и полнометражных анимационных фильмов. Некоторые элементы Cyborg 009 были впоследствии использованы в другом знаменитом творении Сётаро Исиномори, Kamen Rider.

## Сюжет
Отгремела Вторая мировая война, и нации теперь мирно соревнуются в автогонках, одним из участников которых является Дзё Симамура. В решающий момент вырвавшись вперед, Джо попадает в аварию, которую подстроили агенты тайной международной организации «Чёрный призрак» (Black Ghost). Похитив его тело на «скорой помощи», злодеи прибывают на секретную базу. Там профессор Гилмор превращает его в киборга путём хирургической операции. Очнувшийся Джо подвергается испытанию своих боевых навыков, будучи атакованным истребителем. Справившись с задачей, он узнаёт, что киборга из него сделали, чтобы позднее применить в качестве оружия в назревающем глобальном военном конфликте. Кроме того, на базе «Чёрного призрака» есть ещё восемь киборгов.
Внезапно все они поднимают мятеж: захватив в качестве заложника профессора Гилмора, киборги бегут на реактивном самолёте. Как выяснятся позже, Гилмор сам спланировал этот побег, когда осознал, к чему приведут его работы. Теперь «Чёрный призрак» начинает отчаянную охоту на беглецов, которые, в свою очередь, решают положить конец злобным планам по разжиганию мировой войны.
После победы над «Чёрным призраком» герои возвращаются к спокойной жизни. Но профессор Гилмор собирает их опять на секретной базе, чтобы противостоять гигантскому роботу-плезиозавру, разрушающему города и топящего корабли, используя ультразвук в качестве оружия.
Последними на базу прибываю Дзё и Франсуаза, но не одни. По дороге они попали в ДТП, жертвой которого оказалась привлекательная девушка Елена. Отследив маршрут движения робота-плезиозавра команда киборгов вступает с ним в бой на специальном боевом корабле с «антиультразвуковой» защитой. Однако, последняя не срабатывает, герои оказываются в критическом положении и уходят только благодаря сверхспособностям киборга 001. Именно в момент их охоты на гигантского робота на борту появляется Елена. Дзё начинают терзать сомнения и догадки насчёт неё, которые в скором времени подтверждаются.

## Персонажи
Дзё Симамура (яп. 島村ジョー Симамура Дзё:) — Киборг 009, его родина — Япония. В прошлом перспективный автогонщик, погибший в аварии, подстроенной агентами «Чёрного призрака», и возвращённый к жизни в образе киборга. Обладает широким спектром сверхвозможностей: сверх сила, способность находиться под водой без специального оборудования, способность летать, кожа Джо заменена на ультра-прочный полимер отражающий выпущенные пули
Иван Виски (яп. イワン·ウイスキー Иван Уисуки:) — киборг 001, родина — Россия. Самый маленький член команды, ему примерно 2-3 года, при этом он обладает феноменальными умственными способностями, такими как телекинез и телепатия.
Джет Линк (яп. ジェット·リンク Дзэтто Ринку) — киборг 002, родина — США. Киборг с характерным «орлиным носом», спортсмен, основные сверхспособности — высокая скорость и возможность летать.
Франсуаза Арноль (яп. フランソワーズ·アルヌール Фурансова:ру Аруну:ру) — киборг 003, родина — Франция. О Франсуазе известно, что во время Второй мировой войны у неё погибли родители, а её мечта — стать балериной. Сверхспосбности — невероятно чувствительный слух и зрение.
Альберт Генрих (яп. アルベルト·ハインリヒ Арубэруто Хаинрихи) — киборг 004, родина — Германия. Тяжеловооружённый киборг, в пальцы которого встроены пулемёты, а в предплечье и голени — ракеты.
Джеронимо Младший (яп. ジェロニモ·ジュニア Дзэронимо Дзюниа) — киборг 005, родина — США (коренной американец, индеец). Имеет характерный рисунок на лице, основная сверхспособность с огромная физическая сила. 005-й способен легко поднять танк, или, например, остановить на лету самолёт.
Чанг Чангу (яп. 張々湖 Тянтянко) — киборг 006, родина — Китай. В прошлом крестьянин, и талантливый повар. Во втором фильме стал заведующим китайским рестораном. Сверхспособность 006-го — возможность извергать изо рта пламя температурой до 600 градусов Цельсия.
Великобританец (яп. グレート·ブリテン Гурэ:то Буритэн) — 007-й. Настоящее имя неизвестно, родина — Англия, озорной мальчишка, лет 15. Корпус этого киборга сделан из мимикрирующего пластика, что позволяет ему принимать любое обличье и каким-то образом управлять собственной массой и объёмом.
Пюмма (яп. ピュンマ Пюмма) — киборг 008, родина — одна из стран Африки. Темнокожий киборг, специализирующийся на морских операциях, способен сверхбыстро перемещаться под водой, не нуждаясь в воздухе и не опасаясь высокого давления.
Доктор  Исаак Гилмор (яп. アイザック·ギルモア博士 Аидзакку Гирумоа Хакасэ) — талантливый ученый, биолог и робототехник, изобретатель команды киборгов. Под давлением «Чёрного призрака» создал 9 боевых киборгов, чтобы их можно было использовать в будущей мировой войне. Однако ему удалось обхитрить своих хозяев и не только сбежать от них, но увести с собой свои творения.
Бигль — в первой части фильма — странное человекообразное существо с тёмно-зелёной кожей и выступающими вперед, словно у кролика. резцами. Долгое время создавал впечатление, что это он командует организацией «Чёрный призрак»
Чёрный призрак — вернее сказать, истинный босс «Чёрного призрака», некая машина, напоминающая ламповый компьютер. По собственному признанию — разжёг первую и вторую мировые войны, планировал устроить Третью мировую войну. Вероятно, в образе «Чёрного призрака» был показан собирательный типаж «военной машины». Во втором фильме «Война с монстром» переродился в виде статуи языческого божества.
Елена — персонаж из второго фильма («Война с монстром»), внедрена Чёрным призраком в ряды команды киборгов, но под воздействием Джо изменила своему хозяину, перейдя на сторону добра.

## Произведения
- Киборг 009 — манга, выходившая с 1964 года по 1981.
- Киборг 009 — фильм — п/ф, первая адаптация манги, 1966
- Киборг 009 и война с монстром — п/ф, продолжение, 1967
- Киборг 009 [ТВ-1] — ТВ (26 эп.), адаптация манги, первый сериал, 1968
- Киборг 009 [ТВ-2] — ТВ (50 эп.), адаптация манги, второй сериал, 1979
- Киборг 009: Легенда о Супер-Галактике — п/ф, адаптация манги, 1980
- Киборг 009 [ТВ-3] — ТВ (51 эп. + эп.-коллаж), третий сериал, ремейк первого сериала, 2001
- 009-1 — ТВ (12 эп. + спэшл), адаптация манги, 2006
- Cyborg 009 (2010) — к/ф, адаптация манги, 2010
- 009 Re:Cyborg — п/ф, адаптация манги, 2012